# 1956年メルボルンオリンピックのジャマイカ選手団
1956年メルボルンオリンピックのジャマイカ選手団（1956ねんメルボルンオリンピックのジャマイカせんしゅだん）は、1956年11月22日から12月8日にかけてオーストラリアのメルボルンで開催された1956年メルボルンオリンピックのジャマイカ選手団、およびその競技結果。

## 競技別結果

### 陸上競技
男子
| 選手               | 競技          | 予選 | 予選       | 準々決勝   | 準々決勝   | 準決勝     | 準決勝     | 決勝       | 決勝       |
| 選手               | 競技          | 結果 | 順位       | 結果       | 順位       | 結果       | 順位       | 結果       | 順位       |
| ------------------ | ------------- | ---- | ---------- | ---------- | ---------- | ---------- | ---------- | ---------- | ---------- |
| キース・ガードナー | 110m ハードル | 14.6 | 進出ならず | 進出ならず | 進出ならず | 進出ならず | 進出ならず | 進出ならず | 進出ならず |